# San Andreasförkastningen

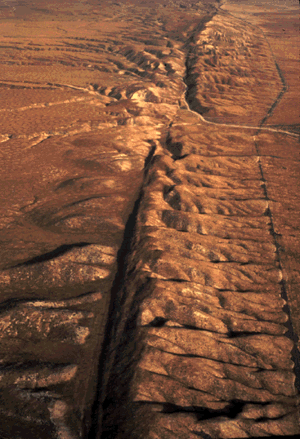
Flygbild av förkastningen på Carizzo-slätten i centrala Kalifornien.

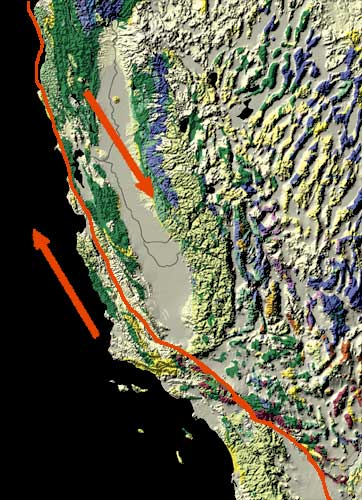
Karta över San Andreasförkastningen som visar rörelsen.

San Andreas-förkastningen är en plattektonisk gräns i Kalifornien, en förkastning mellan Stillahavsplattan i väster och Nordamerikanska plattan i öster. Den löper från Mexiko fram till Kaliforniens kust strax söder om Oregon, totalt cirka 1 300 kilometer. San Andreasförkastningen berör bland annat stora städer som San Francisco och Los Angeles.
Där de två kontinentalplattorna möts uppstår spänningar och därför är området i fråga väldigt utsatt för jordbävningar, i genomsnitt ett tiotal mikro- eller små skalv per dag, och det forskas mycket i att ta reda på när nästa stora jordbävning kommer att inträffa. Vid en liten ort i mellersta Kalifornien – Parkfield – inträffade 28 september 2004 ett skalv med magnituden 6,0 på Richterskalan. Där påbörjades 2004 ett arbete för att åstadkomma ett cirka 4 km djupt borrhål, som ska förses med en lång rad av instrument för att göra mätningar vid förkastningen. Projektet går under benämningen San Andreas Fault Observatory at Depth. För närvarande anser geologerna att sannolikheten för ett stort skalv i San Francisco-området med omfattande förödelse senast 2032 är 62 %.
De senaste stora skalven vid förkastningen inträffade:
- 18 april 1906, den stora jordbävningen i San Francisco. Den förorsakade en cirka 430 km synlig skada i jordytan från San Juan Bautista cirka 70 km söder om San Jose till kuststaden Eureka i nordligaste Kalifornien, strax söder om gränsen till Oregon. Följderna av skalvet var att cirka 3 000 människor omkom, och materiella skador orsakades för cirka 500 miljoner USD (ca 10,5 miljarder USD i 2003 års penningvärde)
- 17 oktober 1989, Loma Prieta-skalvet, som hade sitt centrum i bergen söder om San Francisco. Det hade en magnitud på 7,1 och förorsakade en cirka 40 km lång synlig skada i jordytan. Följderna av skalvet var att 63 människor omkom och materiella skador orsakades för cirka 6 miljarder USD (ca 10,4 miljarder USD i 2003 års penningvärde).

Kontinentalplattorna rör sig med cirka 2,5 cm per år.